# Platysteira peltata
Platysteira peltata là một loài chim trong họ Platysteiridae.